# Jökulsá á Fjöllum
Jökulsá á Fjöllum es el segundo río más largo de Islandia, tras el Thjórsá, con 206 kilómetros. Nace en el sistema glaciar del Vatnajökull, al norte de la isla. En su recorrido hay varias cascadas. Desemboca en el océano Atlántico.

## Recorrido
Nace en el municipio de Skútustaðahreppur, por las aguas que se derriten del glaciar Dyngjujökull, en las Tierras Altas de la isla, el cual hace parte del sistema del Vatnajökull. Fluye de sur a norte, en las regiones de Norðurland Eystra y Norðurland Vestra. Es el mayor de la zona septentrional de la isla.
En su cauce se encuentran las cascadas de Selfoss, Dettifoss y Hafragilsfoss. El río formó el cañón de Ásbyrgi, con su característica forma de una herradura. Desemboca en el fiordo Öxarfjörður, en el municipio de Norðurþing.